# 布里斯·利弗德斯
布里斯·利弗德斯（法語：Brice Leverdez，1986年4月9日—），法國男子羽毛球運動員。

## 簡歷
2005年，布里斯·利弗德斯代表法国参加荷蘭斯海尔托亨博斯举办的歐洲青年羽毛球錦標賽，携手拍档的马修·罗英平赢得欧青赛季军。
2008年，布里斯·利弗德斯出战羅馬尼亞羽毛球國際賽，在男单準决赛以0比2（14-21、16-21）不敌芬兰的维莱·朗。同年11月，他出战俄羅斯羽毛球大獎賽，在男单準决赛以0比2（19-21、15-21）不敌赛会头号种子、荷兰的迪基·帕尔亚玛。
2009年4月，布里斯·利弗德斯出战荷蘭羽毛球國際賽，在男单準决赛以1比2（20-22、21-19、15-21）不敌赛会2号种子、荷兰的迪基·帕尔亚玛。同年9月，他出战俄羅斯羽毛球大獎賽，在男单决赛以1比2（17-21、21-11、8-21）不敌东道主的弗拉基米尔·马尔科夫，赢得亚军。
2010年2月，布里斯·利弗德斯出战奧地利羽毛球國際挑戰賽，在準决赛以1比2（21-12、12-21、6-21）不敌赛会2号种子、印尼的安德鲁·库尔尼亚万·泰德乔诺。同年4月，他出战加拿大羽毛球國際挑戰賽，在男单决赛以1比2（16-21、21-18、14-21）不敌立陶宛的凯斯图蒂斯·纳维茨卡斯，赢得亚军。接着7月，他连续出战加拿大羽毛球公開賽及美國羽毛球公開賽的單打比賽奪得亞軍，当中分别不敌印尼的陶菲克（比分：15-21、11-21）以及英格兰的拉吉夫·欧斯夫（比分：17-21、9-21）；世界排名亦隨之攀升到個人新高第27位。随后12月，他出战土耳其羽毛球國際賽，在男单準决赛以1比2（21-15、17-21、15-21）不敌赛会4号种子、荷兰的方發財。
2011年2月，布里斯·利弗德斯出战哈爾科夫羽毛球國際賽，在男单决赛以2比1（9-21、21-14、21-14）击败了赛会5号种子、乌克兰的德米特罗·扎瓦德斯基，赢得冠军。同年9月，他出战比利時羽毛球國際賽，在男单决赛以2比1（21-7、13-21、21-11）击败了印尼的安德鲁·库尔尼亚万·泰德乔诺，赢得冠军。
2012年5月，布里斯·利弗德斯出战丹麥羽毛球國際賽，在男单準决赛以0比2（21-23、10-21）不敌丹麦的伦内·乌尔辛。同期5月，他出战西班牙羽毛球公開賽，在男单决赛以2比1（21-14、22-24、21-18）击败了瑞典的加布里埃·乌达尔，赢得冠军。同年7月，他代表法國出戰倫敦舉行的奥林匹克运动会羽毛球比賽男子單打項目，在小組賽階段先以2比0戰勝烏干達的埃德温·埃基林，後以0比2負於中國香港的黃永棋，最終以一勝一負的小組次名成績出局。
2013年3月，布里斯·利弗德斯出战法國羽毛球國際賽，在男单準决赛以1比2（17-21、21-15、13-21）不敌赛会2号种子、英格兰的拉吉夫·欧斯夫。同年4月，他出战芬蘭羽毛球公開賽，在男单準决赛以0比2（9-21、22-24）不敌赛会头号种子、英格兰的拉吉夫·欧斯夫。同期4月，他出战溪地羽毛球國際挑戰賽，在男单决赛以2比0（21-14、21-6）击败了队友的马修·罗英平，赢得冠军；此外，还与卢卡斯·科维的男双準决赛以0比2（19-21、16-21）不敌赛会2号种子、荷兰的鲁德·博世/科恩·雷德。同年6月，他代表法国参加土耳其梅爾辛举办的地中海運動會羽毛球比賽，赢得男单金牌。同年9月，他出战俄羅斯羽毛球大獎賽，在男单準决赛以1比2（10-21、22-20、9-21）不敌日本新秀的西本拳太。同年10月，他出战瑞士羽毛球國際賽，在男单决赛以2比0（22-20、21-14）击败了赛会4号种子、俄罗斯的弗拉基米尔·马尔科夫，赢得冠军；此外，还与卢卡斯·科维的男双决赛以0比2（16-21、14-21）不敌跨国组合的（德国：丹尼尔·班茨/曾广铭，赢得亚军。同年11月，他出战蘇格蘭羽毛球大獎賽，在男单决赛以2比1（21-8、16-21、21-16）击败了赛会2号种子、瑞典的亨利·胡尔斯凯宁，赢得冠军。同年12月，他出战波多黎各羽毛球國際挑戰賽，在男单决赛以2比0（21-17、21-14）击败了巴西的丹尼尔·帕约拉；此外。还与卢卡斯·科维的男双决赛以2比0（21-14、21-12）击败了队友的洛朗·康斯坦丁/马修·罗英平，赢得冠军。
2014年3月，布里斯·利弗德斯出战波蘭羽毛球公開賽，在男单决赛以2比0（21-6、21-16）击败了丹麦的拉斯穆斯·弗莱德伯格，赢得冠军。同年8月，他參加丹麥哥本哈根舉行的世界羽毛球錦標賽，出戰男子單打項目，首圈就以1比2（22-20、12-21、19-21）負於7號種子、南韓的孫完虎出局。同年12月，他与卢卡斯·科维出战意大利羽毛球國際賽，在男双準决赛以0比2（17-21、11-21）不敌赛会头号种子、德国的麦克·福克斯/约翰尼斯·斯科特勒。
2015年8月，利弗德斯參加印尼雅加達舉行的世界羽毛球錦標賽，出戰男子單打項目，首圈就以1比2（21-23、21-18、13-21）不敵英格蘭的托比·潘迪出局。同年12月，他出战愛爾蘭羽毛球公開賽，在男单準决赛以0比2（15-21、9-21）不敌丹麦的安德斯·安东森。同期12月，他出战意大利羽毛球國際賽，在男单决赛以2比1（21-17、14-21、26-24）险胜了赛会头号种子、德国的马克·茨维布勒，赢得冠军。
2016年3月，布里斯·利弗德斯出战奧爾良羽毛球國際挑戰賽，在男单準决赛以0比2（20-22、19-21）不敌赛会2号种子、丹麦的埃米爾·霍爾斯特。同年6月，他出战加拿大羽毛球大獎賽，在男单準决赛以1比2（20-22、21-19、12-21）不敌赛会4号种子、印度的塞·帕拉内斯·巴米迪帕提。同年10月，他在丹麥羽球頂級超級賽首輪擊敗馬來西亞的祖爾法里·祖基菲里，次輪擊敗中華台北的周天成，在八強時更以2比1（21-17、20-22、21-19）爆冷擊敗大會頭號種子、世界排名第一的李宗偉。最後他於準決賽以直落二（9-21、13-21）敗於泰國的達農沙·森頌汶素，創下個人生涯的最佳成績。
2018年4月，布里斯·利弗德斯代表法国参加西班牙韦尔瓦举办的歐洲羽毛球錦標賽，在男单準决赛以0比2（7-21、9-21）不敌赛会头号种子、世锦赛冠军的维克托·阿萨尔森，赢得欧锦赛季军。

## 個人生活
布里斯·利弗德斯除了職業運動員的身分，還是一位商人，經營一家服裝公司。

## 主要比賽成績
只列出曾進入準決賽的國際賽事成績：
| 年份   | 賽事                       | 公開賽級別 | 項目     | 拍檔        | 成績   |
| ------ | -------------------------- | ---------- | -------- | ----------- | ------ |
| 2005年 | 歐洲青年羽毛球錦標賽       | 其他       | 男子雙打 | 马修·罗英平 | 準決賽 |
| 2008年 | 羅馬尼亞羽毛球國際賽       | 國際系列賽 | 男子單打 | －          | 準決賽 |
| 2008年 | 俄羅斯羽毛球大獎賽         | 大獎賽     | 男子單打 | －          | 準決賽 |
| 2009年 | 瑞典斯德哥爾摩羽毛球國際賽 | 國際挑戰賽 | 男子單打 | －          | 準決賽 |
| 2009年 | 荷蘭羽毛球國際賽           | 國際挑戰賽 | 男子單打 | －          | 準決賽 |
| 2009年 | 西班牙羽毛球公開賽         | 國際挑戰賽 | 男子單打 | －          | 準決賽 |
| 2009年 | 俄羅斯羽毛球大獎賽         | 大獎賽     | 男子單打 | －          | 亞軍   |
| 2010年 | 奧地利羽毛球國際挑戰賽     | 國際挑戰賽 | 男子單打 | －          | 準決賽 |
| 2010年 | 加拿大羽毛球國際挑戰賽     | 國際挑戰賽 | 男子單打 | －          | 亞軍   |
| 2010年 | 加拿大羽毛球大獎賽         | 大獎賽     | 男子單打 | －          | 亞軍   |
| 2010年 | 美國羽毛球黃金大獎賽       | 黃金大獎賽 | 男子單打 | －          | 亞軍   |
| 2010年 | 土耳其羽毛球國際賽         | 國際系列賽 | 男子單打 | －          | 準決賽 |
| 2011年 | 哈爾科夫羽毛球國際賽       | 國際挑戰賽 | 男子單打 | －          | 冠軍   |
| 2011年 | 比利時羽毛球國際賽         | 國際挑戰賽 | 男子單打 | －          | 冠軍   |
| 2012年 | 丹麥羽毛球國際賽           | 國際挑戰賽 | 男子單打 | －          | 準決賽 |
| 2012年 | 西班牙羽毛球公開賽         | 國際挑戰賽 | 男子單打 | －          | 冠軍   |
| 2013年 | 法國羽毛球國際賽           | 國際挑戰賽 | 男子單打 | －          | 準決賽 |
| 2013年 | 芬蘭羽毛球公開賽           | 國際挑戰賽 | 男子單打 | －          | 準決賽 |
| 2013年 | 大溪地羽毛球國際挑戰賽     | 國際挑戰賽 | 男子單打 | －          | 冠軍   |
| 2013年 | 大溪地羽毛球國際挑戰賽     | 國際挑戰賽 | 男子雙打 | 卢卡斯·科维 | 準決賽 |
| 2013年 | 地中海運動會羽毛球比賽     | 其他       | 男子單打 | －          | 金牌   |
| 2013年 | 俄羅斯羽毛球大獎賽         | 大獎賽     | 男子單打 | －          | 準決賽 |
| 2013年 | 瑞士羽毛球國際賽           | 國際挑戰賽 | 男子單打 | －          | 冠軍   |
| 2013年 | 瑞士羽毛球國際賽           | 國際挑戰賽 | 男子雙打 | 卢卡斯·科维 | 亞軍   |
| 2013年 | 蘇格蘭羽毛球大獎賽         | 大獎賽     | 男子單打 | －          | 冠軍   |
| 2013年 | 波多黎各羽毛球國際挑戰賽   | 國際挑戰賽 | 男子單打 | －          | 冠軍   |
| 2013年 | 波多黎各羽毛球國際挑戰賽   | 國際挑戰賽 | 男子雙打 | 卢卡斯·科维 | 冠軍   |
| 2014年 | 波蘭羽毛球公開賽           | 國際挑戰賽 | 男子單打 | －          | 冠軍   |
| 2014年 | 意大利羽毛球國際賽         | 國際挑戰賽 | 男子雙打 | 卢卡斯·科维 | 準決賽 |
| 2015年 | 愛爾蘭羽毛球公開賽         | 國際挑戰賽 | 男子單打 | －          | 準決賽 |
| 2015年 | 意大利羽毛球國際賽         | 國際挑戰賽 | 男子單打 | －          | 冠軍   |
| 2016年 | 歐洲男子羽毛球團體錦標賽   | 其他       | 男子團體 | －          | 亞軍   |
| 2016年 | 奧爾良羽毛球國際挑戰賽     | 國際挑戰賽 | 男子單打 | －          | 準決賽 |
| 2016年 | 加拿大羽毛球大獎賽         | 大獎賽     | 男子單打 | －          | 準決賽 |
| 2016年 | 丹麥羽毛球首要超級賽       | 首要超級賽 | 男子單打 | －          | 準決賽 |
| 2018年 | 歐洲羽毛球男子團體錦標賽   | 其他       | 男子團體 | －          | 季軍   |
| 2018年 | 歐洲羽毛球錦標賽           | 其他       | 男子單打 | －          | 季軍   |
| 2019年 | 泰國羽毛球大師賽           | 超級300賽  | 男子單打 | －          | 準決賽 |
| 2019年 | 歐洲運動會羽毛球比賽       | 其他       | 男子單打 | －          | 銀牌   |
| 2020年 | 歐洲羽毛球男女子團體錦標賽 | 其他       | 男子團體 | －          | 季軍   |
| 2020年 | 葡萄牙羽毛球國際賽         | 國際系列賽 | 男子單打 | －          | 冠軍   |
| 2020年 | 葡萄牙羽毛球國際賽         | 國際系列賽 | 男子雙打 | 卢卡斯·科维 | 冠軍   |

| 2007-2017年 | 首要超級賽 | 超級賽 | 黃金大獎賽 | 大獎賽 | 國際挑戰賽 | 國際系列賽 | 未來系列賽 | 其他 |

| 2018-2026年 | 總決賽 | 超級1000賽 | 超級750賽 | 超級500賽 | 超級300賽 | 超級100賽 | 國際挑戰賽 | 國際系列賽 | 未來系列賽 | 其他 |

### 奧運會和世錦賽參賽紀錄
|          | 2009 | 2010 | 2011 | 2012       | 2013  | 2014 | 2015 | 2016       | 2017 | 2018 | 2019  | 2020       | 2021 | 2022 |
| -------- | ---- | ---- | ---- | ---------- | ----- | ---- | ---- | ---------- | ---- | ---- | ----- | ---------- | ---- | ---- |
| 男子單打 | 32強 | 64強 | 64強 | 小組第二名 | 64強1 | 64強 | 64強 | 小組第二名 | 16強 | 16強 | 64強1 | 小組第二名 | 64強 | 64強 |

1 賽前退賽

## 外部連結
- 布里斯·利弗德斯官方網站 （页面存档备份，存于）（法文）